# Wereldbeker voetbal 2001
De Wereldbeker van 2001 werd gespeeld tussen het Duitse Bayern München en het Argentijnse Boca Juniors. 
Bayern München mocht deelnemen aan de wereldbeker omdat het eerder de finale van de Champions League had gewonnen. In die finale wonnen de Duitsers na strafschoppen van Valencia. Boca Juniors had in 2001 voor de tweede keer op rij de Copa Libertadores gewonnen na penalty's.
Bayern won uiteindelijk na verlengingen. Samuel Kuffour scoorde in de eerste verlenging het enige doelpunt van de wedstrijd. Voor de Duitse club was het de tweede keer sinds 1976 dat het de wereldbeker wist te winnen.

## Wedstrijddetails
|                              |                |              |              |                                                                                        |
| 28 november 2001 19:20 UTC+9 | Bayern München | 1 – 0 (n.v.) | Boca Juniors | Olympisch Stadion, Tokio Toeschouwers: 51.360 Scheidsrechter: Kim Nielsen (Denemarken) |
| 28 november 2001 19:20 UTC+9 | Kuffour 109'   | Verslag      |              | Olympisch Stadion, Tokio Toeschouwers: 51.360 Scheidsrechter: Kim Nielsen (Denemarken) |

| Bayern München | Boca Juniors |

| Bayern München: |    |                  |         |
|                 |    |                  |         |
| GK              | 1  | Oliver Kahn      |         |
| RB              | 2  | Willy Sagnol     |         |
| CB              | 4  | Samuel Kuffour   | 29'     |
| CB              | 12 | Robert Kovac     |         |
| LB              | 3  | Bixente Lizarazu |         |
| CM              | 17 | Thorsten Fink    |         |
| CM              | 8  | Niko Kovac       | 76'     |
| CM              | 23 | Owen Hargreaves  | 72' 76' |
| AM              | 13 | Paulo Sérgio     |         |
| CF              | 9  | Giovane Élber    | 106'    |
| CF              | 14 | Claudio Pizarro  | 118'    |
| Wisselspelers:  |    |                  |         |
| MF              | 6  | Pablo Thiam      | 118'    |
| MF              | 10 | Ciriaco Sforza   | 76'     |
| FW              | 19 | Carsten Jancker  | 76'     |
| GK              | 22 | Bernd Dreher     |         |
| DF              | 25 | Thomas Linke     |         |
| MF              | 30 | Alou Diarra      |         |
| GK              | 33 | Stefan Wessels   |         |
| Coach:          |    |                  |         |
| Ottmar Hitzfeld |    |                  |         |

| Boca Juniors:  |    |                            |            |
|                |    |                            |            |
| GK             | 1  | Óscar Córdoba              |            |
| RB             | 4  | Jorge Martínez             | 18'        |
| CB             | 6  | Rolando Schiavi            | Kreeg geel |
| CB             | 2  | Nicolás Burdisso           |            |
| LB             | 14 | Clemente Rodríguez         | 70'        |
| MF             | 5  | Mauricio Serna             | 5'         |
| MF             | 13 | Cristian Traverso          |            |
| MF             | 26 | Javier Villarreal          | 99'        |
| MF             | 10 | Juan Román Riquelme        |            |
| FW             | 7  | Guillermo Barros Schelotto | 83'        |
| FW             | 11 | Marcelo Delgado            | 45'        |
| Wisselspelers: |    |                            |            |
| MF             | 29 | Gustavo Pinto              | 99'        |
| FW             | '  | Antonio Barijho            |            |
| GK             | 12 | Roberto Abbondanzieri      |            |
| FW             | 16 | Ariel Carreño              | 112'       |
| DF             | 20 | Joel Barbosa               |            |
| MF             | 21 | Christian Gimenez          |            |
| DF             | 22 | José María Calvo           | 18' 112'   |
| Coach:         |    |                            |            |
| Carlos Bianchi |    |                            |            |

1960 · 1961 · 1962 · 1963 · 1964 · 1965 · 1966 · 1967 · 1968 · 1969 · 1970 · 1971 · 1972 · 1973 · 1974 · 1975 · 1976 · 1977 · 1978 · 1979 · 1980 · 1981 · 1982 · 1983 · 1984 · 1985 · 1986 · 1987 · 1988 · 1989 · 1990 · 1991 · 1992 · 1993 · 1994 · 1995 · 1996 · 1997 · 1998 · 1999 · 2000 · 2001 · 2002 · 2003 · 2004